# Municipio de Hartwick
El municipio de Hartwick (en inglés: Hartwick Township) es un municipio ubicado en el condado de Osceola en el estado estadounidense de Míchigan. En el año 2010 tenía una población de 567 habitantes y una densidad poblacional de 6,17 personas por km².

## Geografía
El municipio de Hartwick se encuentra ubicado en las coordenadas 44°1′24″N 85°15′24″O / 44.02333, -85.25667. Según la Oficina del Censo de los Estados Unidos, el municipio tiene una superficie total de 91.91 km², de la cual 90,64 km² corresponden a tierra firme y (1,38 %) 1,27 km² es agua.

## Demografía
Según el censo de 2010, había 567 personas residiendo en el municipio de Hartwick. La densidad de población era de 6,17 hab./km². De los 567 habitantes, el municipio de Hartwick estaba compuesto por el 97,53 % blancos, el 0,18 % eran afroamericanos, el 0,71 % eran amerindios, el 0,18 % eran asiáticos, el 0,18 % eran de otras razas y el 1,23 % eran de una mezcla de razas. Del total de la población el 1,94 % eran hispanos o latinos de cualquier raza.